# Sögel
Sögel is een gemeente en de bestuurszetel van de gelijknamige Samtgemeinde in het landkreis Emsland in Nedersaksen. De gemeente telt 8.041 inwoners en heeft een oppervlakte van iets meer dan 55,2 vierkante kilometer.

## Geschiedenis
Sögel werd in het jaar 1000 voor het eerst schriftelijk benoemd als "Sugila". Dit betrof een oorkonde van de Abdij van Corvey, die hier drie boerderijen (of hoven) bezat.
Na de machtsovername door Adolf Hitler in 1933 begon al spoedig de jodenvervolging. Sögel had in 1925 meer dan 125 joden, wat voor een dorp met 2.500 inwoners relatief veel was. Van hen overleefden slechts zeer weinigen de nazi-periode; slechts twee joden keerden na 1945 terug naar Sögel.
Op 8 en 9 april 1945 werd Sögel (waar zich enige Duitse elite-soldaten hadden verschanst) pas na zware strijd en met veel bloedvergieten en materiële schade door Canadese troepen ingenomen.
Zie verder onder: Samtgemeinde Sögel

## Politiek
De gemeenteraad van de gemeente bestaat uit 19 zetels. Deze zijn verdeeld in:
- CDU - 12 zetels
- SPD - 8 zetels
- FDP - 1 zetel

## Bezienswaardigheden

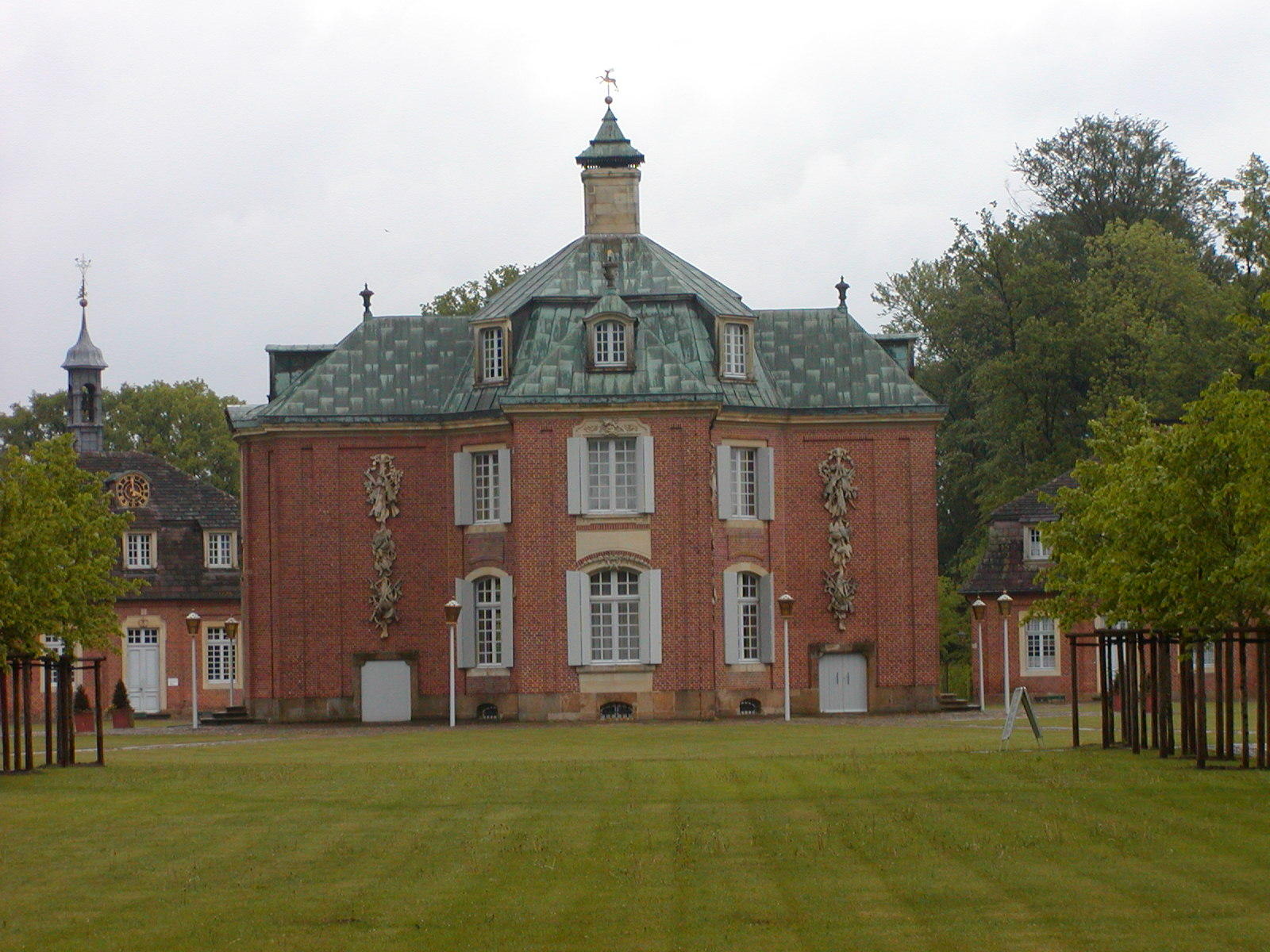
Slot Clemenswerth

Van groot belang is het barokke jachtslot Clemenswerth, dat gebouwd is door Johann Conrad Schlaun in de periode 1737 tot 1749 voor de Keulse keurvorst en de Vorst-bisschop van Münster, Clemens August I van Beieren.
Verdere bezienswaardigheden zijn: het voormalige hertogelijk slot Ludmillenhof, de Amtsbrunnen, kloostertuinen, Sögelermeer, kruidentuin en het museum Schücking.
In het dorp Eisten bevindt zich een dierenpark.
In de gehele gemeente liggen 5000 jaar oude graven en andere stille getuigen uit de prehistorie.
Het concern Krupp richtte in 1877 bij het dorp Wahn, halverwege Lathen en Sögel, een testterrein in voor de door Krupp geproduceerde kanonnen. Nadat in 1917 tijdens zo'n test een artilleriegranaat per ongeluk de pastorie van het dorp had verwoest, rees het plan, het dorp Wahn te evacueren, af te breken en elders weer op te bouwen. Dit plan werd pas op instigatie van Adolf Hitler in 1936 werkelijkheid. Het schietterrein werd toen meteen fors uitgebreid.  Ter herinnering aan dit verdwenen dorp is in het streekmuseum van Sögel een herinneringsruimte ingericht. Ook staan er ter plaatse nog enige monumenten.
Een voormalig goederenstation bevindt zich langs de Emsländische Eisenbahn, voor het overige wordt de gemeente ontsloten door lokale verkeerswegen.
- Gemeinsame Normdatei: 4055361-9
- Library of Congress Control Number: n93017881
- Nationale Bibliotheek van Tsjechië: ge1208387
- Nationale Bibliotheek van Israël: 987007535467905171
- Virtual International Authority File: 135017406
- WorldCat: E39PBJpYyXrqDDW8676bcWwpyd

Andervenne ·
Bawinkel ·
Beesten ·
Bockhorst ·
Börger ·
Breddenberg ·
Dersum ·
Dohren ·
Dörpen ·
Emsbüren ·
Esterwegen ·
Freren ·
Fresenburg ·
Geeste ·
Gersten ·
Groß Berßen ·
Handrup ·
Haren (Ems) ·
Haselünne ·
Heede ·
Herzlake ·
Hilkenbrook ·
Hüven ·
Klein Berßen ·
Kluse ·
Lähden ·
Lahn ·
Langen ·
Lathen ·
Lehe ·
Lengerich ·
Lingen ·
Lorup ·
Lünne ·
Meppen ·
Messingen ·
Neubörger ·
Neulehe ·
Niederlangen ·
Oberlangen ·
Papenburg ·
Rastdorf ·
Renkenberge ·
Rhede ·
Salzbergen ·
Schapen ·
Sögel ·
Spahnharrenstätte ·
Spelle ·
Stavern ·
Surwold ·
Sustrum ·
Thuine ·
Twist ·
Vrees ·
Walchum ·
Werlte ·
Werpeloh ·
Wettrup ·
Wippingen